# Marinedagen

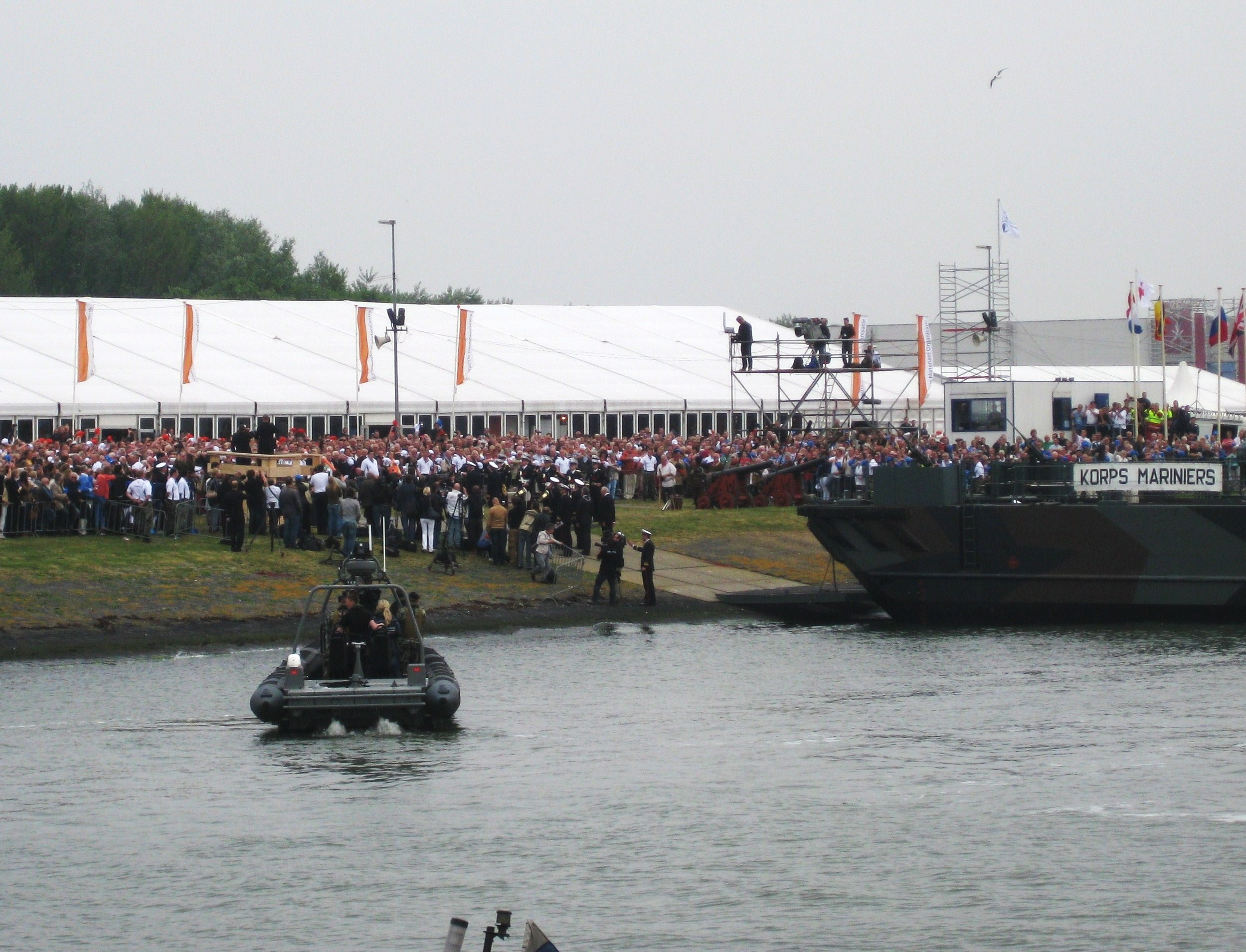
Saamhorigheidsdag tijdens de Marinedagen 2013

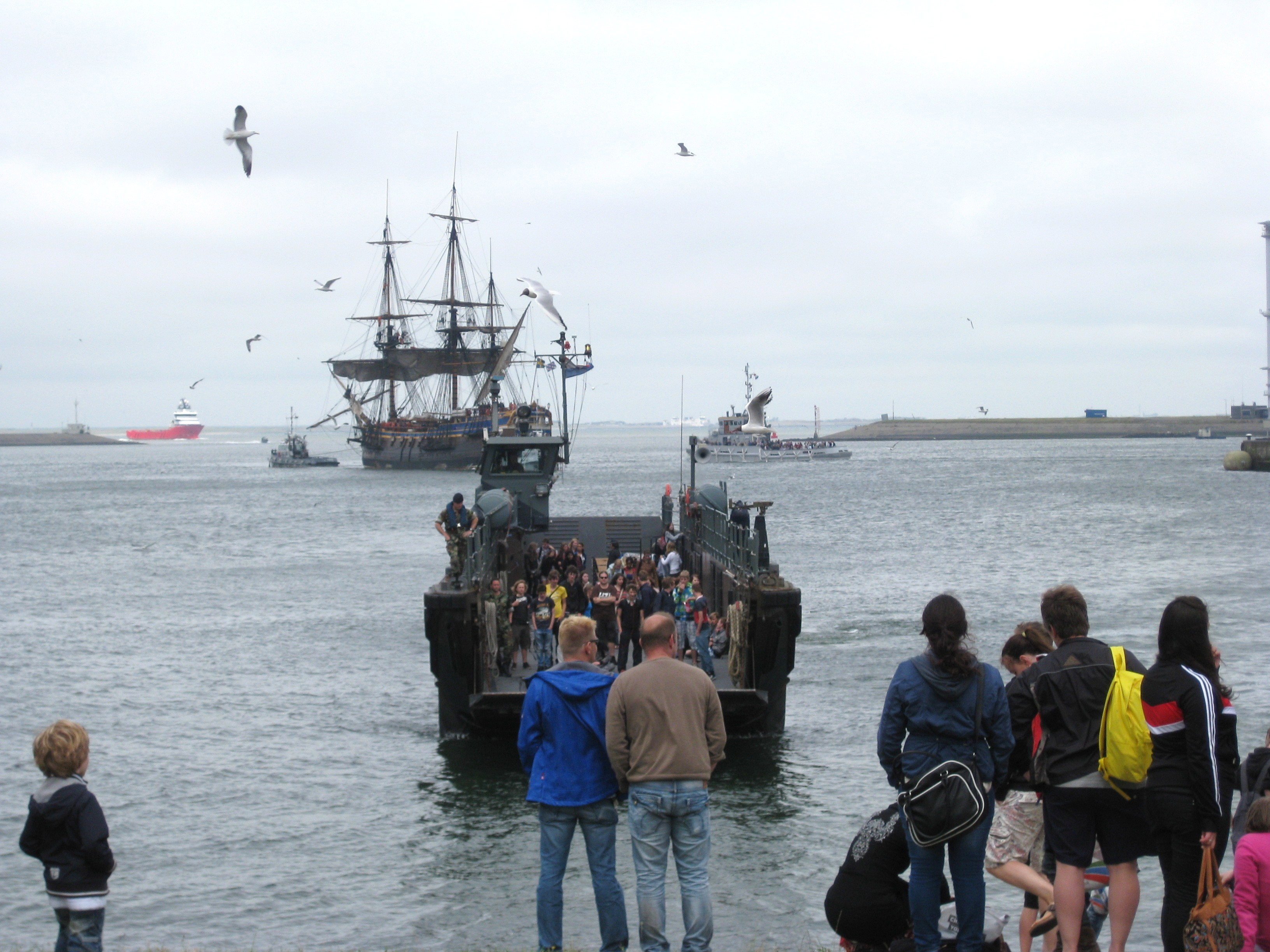
Demonstratie landingsvaartuig tijdens de Marinedagen 2012

De Marinedagen (vóór 2008: Nationale Vlootdagen) zijn de open dagen van de Koninklijke Marine, die ongeveer tweemaal in drie jaar in (meestal) juli gehouden worden op de Nieuwe Haven in Den Helder. Tijdens de dagen zijn marineschepen open voor publiek en geven helikopters, landingsvaartuigen en troepen van het Korps Mariniers demonstraties. Ook vaartuigen van de Kustwacht en KNRM zijn vertegenwoordigd.

## Geschiedenis
De eerste editie van de Nationale Vlootdagen werd gehouden in 1956. Na 2007 werd de naam gewijzigd in Marinedagen. In 2010 werd besloten de dagen niet meer jaarlijks, maar tweemaal per drie jaar te organiseren; uit bezuinigingsoogpunt zijn sindsdien nog twee van de drie open dagen van de verschillende krijgsmachtdelen in een jaar. Hoewel de Marinedagen in 2013 eigenlijk niet aan de beurt waren, werden deze toch georganiseerd in verband met het 525-jarig jubileum van de zeemacht in Nederland. 

## Edities vanaf 2000
| Jaar | Data                  | Aantal bezoekers | Thema                          | Opmerkingen                                                                       |
| ---- | --------------------- | ---------------- | ------------------------------ | --------------------------------------------------------------------------------- |
| 2000 | 14, 15 en 16 juli     | 195.000          | Doe de marine                  |                                                                                   |
| 2001 | 13, 14 en 15 juli     | 230.000          |                                |                                                                                   |
| 2002 | 12, 13 en 14 juli     | 260.000          |                                |                                                                                   |
| 2003 | 4, 5 en 6 juli        | 200.000          |                                |                                                                                   |
| 2004 | 9, 10 en 11 juli      | 190.000          |                                |                                                                                   |
| 2005 | 15, 16 en 17 juli     | 225.000          |                                |                                                                                   |
| 2006 | 14, 15 en 16 juli     | 200.000          | 100 jaar onderzeedienst        |                                                                                   |
| 2007 | 13, 14 en 15 juli     | 195.000          | 400 jaar Michiel de Ruyter     | Laatste editie als Nationale Vlootdagen                                           |
| 2008 | 11, 12 en 13 juli     | 180.000          | Innovatie in mens en materieel | Eerste editie als Marinedagen                                                     |
| 2009 | 10, 11 en 12 juli     | 130.000          | Ontdek de kracht van ons team  |                                                                                   |
| 2010 | geen                  |                  |                                | Geen Marinedagen i.v.m. bezuinigingen                                             |
| 2011 | 1, 2 en 3 juli        | 150.000          | Voortvarend naar de toekomst   |                                                                                   |
| 2012 | 7 en 8 juli           | 100.000          | Samen slagvaardig              |                                                                                   |
| 2013 | 20, 21, 22 en 23 juni | 330.000          | 525 jaar innovatief            | Gecombineerd met Sail Den Helder i.v.m. 525-jarig jubileum zeemacht in Nederland. |
| 2014 | geen                  |                  |                                | Geen Marinedagen                                                                  |
| 2015 | 4 en 5 juli           | 165.000          | Zo wijd de wereld strekt       | i.v.m. 350-jarig bestaan van het Korps Mariniers                                  |
| 2016 | geen                  |                  |                                | Geen Marinedagen                                                                  |
| 2017 | 23, 24 en 25 juni     |                  |                                | Gecombineerd met Sail Den Helder                                                  |
| 2018 | geen                  |                  |                                | Geen Marinedagen                                                                  |
| 2019 | geen                  |                  |                                | Geen Marinedagen                                                                  |
| 2020 | geen                  |                  |                                | Geen Marinedagen                                                                  |
| 2021 | geen                  |                  |                                | Geen Marinedagen in verband met de coronapandemie                                 |
| 2022 | 9 en 10 juli          |                  | Workforce of the future        | Versoberde versie in verband met de Russisch-Oekraïense Oorlog.                   |
| 2023 | 29 juni t/m 2 juli    |                  |                                | Gecombineerd met Sail Den Helder                                                  |
| 2024 | geen                  |                  |                                | Geen Marinedagen                                                                  |
| 2025 | geen                  |                  |                                | Geen Marinedagen                                                                  |
| 2026 | geen                  |                  |                                | Geen Marinedagen                                                                  |
| 2027 |                       |                  |                                | Marinedagen gepland                                                               |